# Mettmenhasli
Mettmenhasli ist eine Ortschaft in der Gemeinde Niederhasli im Bezirk Dielsdorf des Kantons Zürich. Bis 1928 war sie eine eigene Zivilgemeinde.

## Geographie
Mettmenhasli liegt im mittleren Abschnitt des Glatttals auf 423 m ü. M. im Zürcher Unterland. Sie wird von den sanft aufsteigenden Rundhöckern Tännlibuck (464 m ü. M.) im Westen und Eigibüel (434 m ü. M.) im Osten eingefasst. Der durch Mettmenhasli fliessende Haslibach durchschneidet die Ortschaft und teilt das Siedlungsgebiet in eine südliche und eine nördliche Hälfte.
Die Ortschaft liegt südsüdöstlich des Niederhasler Dorfzentrums, von dem es durch den Bahndamm der Wehntalbahn abgetrennt ist. Mettmenhasli ist jedoch im Norden mit der Siedlung Haagächer zusammengewachsen, die vom Bahndamm her in einem schmalen Siedlungstreifen weit nach Süden ragt. Wenig südöstlich liegt Oberhasli, südwestlich Nassenwil und im Westen hinter dem Tännlibuck der Weiler Kastelhof.
Bei Mettmenhasli liegt auch der Mettmenhaslisee mit dem Strandbad Haslisee.

## Geschichte
Schriftlich festgehaltene frühere Namen sind Metmahaßle, Mettmahasle, Mettmahaslen, Mettmanhaßlen, Mettmehasle, Mettmenhaßle und Mettman Haslen.
Das Zürcher Bürgergeschlecht Lavater besass von 1532 bis 1545 die Gerichtsherrschaft über Nieder- und Mettmenhasli. Im November 1545 verkaufte Bürgermeister Lavater diese an die Stadt Zürich.

Luftbild (1971)

## Blasonierung
Das  Wappen zeigt zwei weisse Fische auf rotem Grund, waagrecht übereinander angeordnet, der untere nach rechts, der obere nach links schauend.